# Metastază

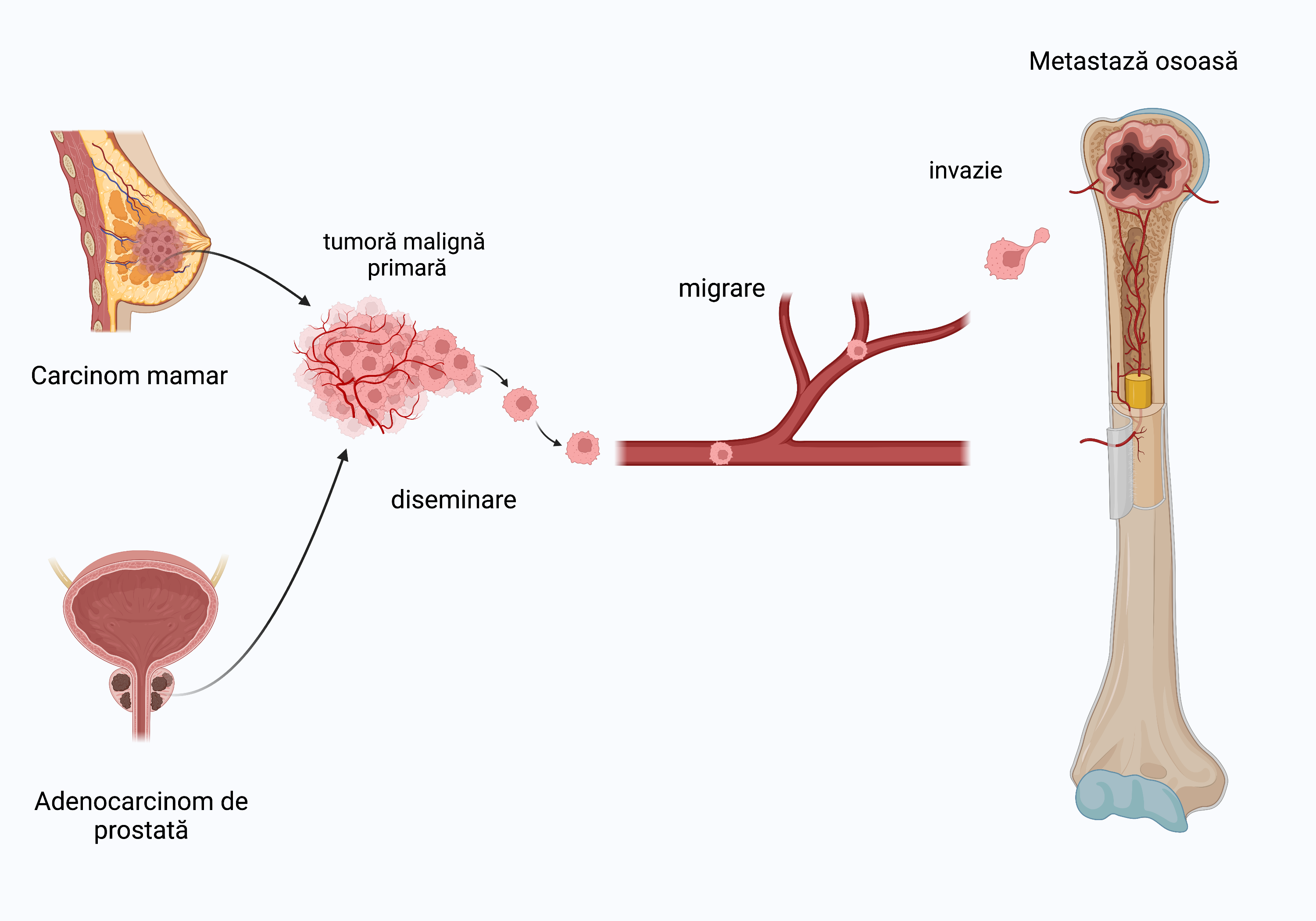

Metastaza constă în răspândirea cancerului de la un organ sau o structură a organismului, la un alt organ sau altă structură care nu se află în imediata vecinătate cu partea afectată.

## Definiție
Metastazele reprezintă diseminări ale celulelor maligne de la tumora primară către alte structuri ale organismului, care oferă condiții de multiplicare progresivă și invadare tumorală (“micromediu” propice, factori de creștere). Metastazele mai sunt numite și tumori secundare.

## Fiziopatologie
În mod normal celulele organismului se înmulțesc pentru a le înlocui pe cele uzate, unele se înmulțesc mai rapid (celulele pielii, tubului digestiv, organelor genitale) altele mai încet (os). Din înmulțirea lor rapidă rezultă inevitabil și erori, celulele modificate, care sunt depistate de sistemul imunitar al organismului și înlăturate. Dacă înmultirea este excesivă, sau sistemul imunitar este deficitar, unele din aceste celule modificate scapă acestei supravegheri și ajung să se înmulțească exagerat, procesul de înmulțire nemaifiind controlabil de organism. Astfel apare cancerul, caracterele celulelor canceroase fiind definite ca fenotip malign.
Cancerul apare atunci când sub influența factorilor genetici, a factorilor de mediu, cât și a stilului de viață, se produc modificări în structura ADN-ului la nivel celular, care determină o multiplicare rapidă și necontrolată a acestora, proces numit carcinogeneză. În timp, proliferarea celulară rezultă în dezvoltarea unei tumori maligne la nivelul țesuturilor sau organelor, împiedicând funcționarea adecvată a acestora și perturbarea homeostaziei (echilibrul mediului intern al organismului).
Zona unde se înmulțesc primele celule, deci unde apare tumora, se numește tumoare primară. Deoarece tumora este hrănită cu sânge și limfă, unele celule se pot desprinde din tumora primară și trec în aceste fluide putând să se oprească în altă zonă a organismului, de obicei o zonă care filtrează sângele  (ficat, plămân, creier, os, etc).
Ficatul reprezintă o localizare preferențială a metastazelor. Pe de altă parte, unele celule canceroase trec în țesuturile înconjurătoare normale din zona locală, formând o tumoră nouă. Atât noua tumoră formată în locul vecin locului original al tumorii primare, cât și cele care se formează prin circulația sanguină sau limfatică se numesc metastaze (metastază locală, respectiv metastază la distanță).
Diseminarea are loc pe cale hematogenă sau limfatică, celulele se detașează de la tumora primară prin intermediul vaselor de sânge și pătrunde în patul circulator. Cele mai frecvente locuri de diseminare sunt: ficatul, plămânii, scheletul.
Procesul de detașare, migrare, invadare și adeziune (“ancorare” prin formarea vaselor de sânge proprii=angiogeneza ) a celulelor tumorale, se numește proces de metastazare.
Majoritatea deceselor pacienților diagnosticați cu cancer se produc ca urmare a prezenței și efectelor metastazelor, și mai puțin de prezența tumorii maligne primare.
5% dintre pacienți prezintă metastaze la momentul ințial al diagnosticului cu cancer și prezența acestora determină, de regulă, un prognostic slab pentru pacient.
Metastazele reprezintă o etapă a evoluției spontane a celor mai multe cancere.

## Localizări

### Oase
Oasele reprezintă a treia cea mai frecventă localizare a metastazelor, după ficat și plămâni.
Cancerele de prostată și sân sunt responsabile de majoritatea metastazelor osoase (aproximativ 65-70%). Acest lucru reflectă incidența crescută și parcursul clinic îndelungat al acestor tipuri de cancere.
Alte cancere cu osteotropism sunt: mielom multiplu și melanomul.
Oasele reprezintă un micromediu ideal de diseminare și dezvoltare a metastazelor datorită vascularizației bogate (artere sinusoidale medulare) și a prezenței măduvei osoase hematogene, din această cauză,  cele mai afectate oase sunt cele care conțin o masă bogată de măduva osoasă roșie (craniu, coloana vertebrală, epifizele/capetele oaselor lungi: femur și humerus, oasele pelvisului și a bazinului osos, mai puțin coastele).

#### Clasificarea metastazelor osoase
Metastazele osoase sunt de trei tipuri, în funcție de mecanismul primar care interferează cu procesul de remodelare osoasă:
1.Osteolitice: prin dezintegrare de țesut osos: întâlnite în mielomul multiplu, carcinom renal, melanom, cancer pulmonar cu celule mari, limfom non-Hodgkin, cancer tiroidian, histiocitoza malignă cu celule Langerhans.
Majoritatea cancerelor de sân produc metastaze osoase de tip osteolitic. Procesul de distrugere osoasă este mediată de osteoclaste, și nu reprezintă un efect direct al celulelor tumorale. Un rol mai puțin important în acest proces, în stadiile mai avansate, este reprezentat de compresia vascularizației cu ischemie consecventă, prin presiunea generată de masă tumorală.
2.Osteoblastice (sau sclerotice): prin sedimentare/depunere de țesut osos: prezent în cancerul de prostată, carcinoid (tumoră neuroendocrină), cancer pulmonar cu celule mici, limfom Hodgkin sau meduloblastom (tumoră malignă a sistemului nervos central).
3.Mixte: cancer de sân (15-20% dintre cazuri produc metastaze osoase mixte), gastro-intestinale, cancere scuamoase.
Metastazele osoase rămân asimptomatice timp îndelungat, de aceea în cazul unei suspiciuni de cancer (valori anormale de laborator și/sau anomalii identificate pe alte examene imagistice), trebuie realizat un screening pentru identificarea posibilelor localizări metastatice. Odată identificată, metastaza trebuie evaluată în funcție de intensitatea durerii, riscul de fractură și compresia nervoasă.
Hipercalcemia: este cea mai frecventă complicație metabolică a afecțiunilor maligne (10-40% dintre pacienți). Este frecventă în cancerele celulelor scuamoase ale plămânilor, cancerele de sân  sau ale rinichilor,  mielomului multiplu sau limfoamelor.
Hipercalcemia moderată spre severă, netratată, determină o serie de simptome legate de disfuncția    tractului gastrointestinal, ale rinichilor și sistemului nervos central precum: constipație, greață, vărsături, dureri abdominale, poliurie, polidipsie, deshidratare, slăbiciune, anorexie, oboseală.
În stadiile terminale,  hipercalcemia poate evolua cu aritmii cardiace, insuficiență renală acută, instalarea confuziei, comă.
O creștere rapidă și subită a calcemiei sugerează progresia cancerului, prin urmare, prognosticul este slab: media supraviețuirii de la instalarea unei hipercalcemii severe este de 10-12 săptămâni.
Durerea osoasă: este cel mai frecvent tip de durere asociat cu cancerul, are o localizare imprecisă în majoritatea cazurilor (localizare precisă doar dacă femurul sau humerusul sunt afectate), devine mai insuportabilă noaptea și nu se ameliorează în somn sau la decubit (întindere/șezut). Prin comparație, durerea cauzată de osteoartrita se resimte mai mult pe timpul zilei și apariția durerii este corelată cu ridicarea de greutăți.
La pacienți deja diagnosticați cu cancer, evoluția cu dureri osoase reprezintă de obicei un indicator puternic pentru metastaze  osoase.
Durerea asociată cu metastaze osoase  poate fi rezultatul unui proces inflamator sau mecanic. Durerea de origine inflamatorie se datorează eliberării de citokine din celulele tumorale, iritației periostale, și stimularea terminațiilor nervoase intraosoase. Durerea de origine mecanică se datorează presiunii sau efectului de masă a țesutului tumoral localizat la nivelul  structurii osoase, cu pierderea rezistenței osoase și prin urmare, apariția durerii la activitate/mișcare.
Evoluția cu dureri de spate la pacienți diagnosticați cu cancer, asociată cu anomalii prezente pe radiografii a coloanei vertebrale, ar trebui să pună în alertă medicul pentru o eventuală compresie vertebrală. Este mai frecventă la cancerele de sân (20-30%) și cancer pulmonar (15%).
Când metastazele sunt localizate la nivelul pelvisului sau coloanei, simptomatologia este mai dificil de interpretat, întrucât este asemănătoare cu cea din alte afecțiuni localizate la aceste nivel.
Inhibarea activității osteoclastice ( liza țesutului osos) se poate face prin administrare de bifosfonati sau denosumab, reducând durerea osoasă.
Fracturile patologice: apar în 10-30% din pacienții afectați de metastaze. Cele mai frecvente locuri de fracturi implică părțile proximale ale oaselor lungi,  iar femurul reprezintă cel mai afectat os (>50% din cazuri), urmat de humerus, cu toate că metastazele diseminează mai preponderent la nivelul coloanei vertebrale (40-70%)
Fracturile coastelor și compresia vertebrelor sunt de asemenea, frecvent întâlnite, și pot evolua cu cifoscolioza și o afectare restrictivă a plămânilor de grad variabil.
Cancerul de sân este responsabil de 60% din fracturile patologice, și cancerul pulmonar de doar 10% din cazuri.
Cea mai mare dizabilitate este dată de fracturile oaselor lungi (femur sau humerus) sau extensia epidurală a tumorii la nivelul coloanei vertebrale. Probabilitatea de a fi susceptibil pentru o fractură patologică crește cu timpul scurs de la evoluția metastatică osoasă a cancerului.
Intensitatea durerii nu este asociată în mod direct cu riscul de fractură, însă durerea care este exacerbată prin mișcare reprezintă un factor important în predicția fracturilor.
Rată de supraviețuire pe 3 ani la pacienți cu metastaze osoase și fracturi patologice este semnificativ mai redusă decât cea a pacienților fără fracturi (19% vs 35%).
Compresia medulară: reprezintă o altă urgență oncologică determinată de metastazele osoase, deoarece determină o reducere a speranței de viață și a calității vieții, dacă diagnosticul și tratamentele specifice nu sunt instiuite în timp util.
Apare la 15-20% dintre pacienții cu cancer metastatic osos, precum cancerul de prostată, de sân și de plămân.
Media generală de supraviețuire a acestor pacienți este de 3–6 luni, iar îmbunătățirea mobilității este considerată a fi un factor esențial pentru prelungirea supraviețuirii.
Provoacă durere severă, slăbiciune motorie, deficite senzoriale și tulburări de mers și, în unele cazuri, funcțiile vezicii urinare, intestinelor sau organelor sexuale sunt perturbate.
Localizarea preferențială a compresiei la nivelul coloanei vertebrale depinde de dimensiunile și gradul de vascularizare al tipului de vertebră: coloana toracală- 60% din cazuri; coloana lombo-sacrală-25% din cazuri, coloana cervicală -15% din cazuri;

## Diagnostic

### Scintigrafie
Scintigrafia⁠(d) Whole Body este în prezent cea mai utilizată tehnică de imagistică în depistarea metastazelor osoase cauzate de diverse tipuri de cancere, și este considerată "Gold-Standard"pentru screening-ul pacienților oncologici, având o sensibilitate de până la 95%.
Scintigrafia permite scanarea întregului schelet într-un timp scurt, la costuri reduse, totul într-o singură examinare medicală.
Potrivit EANM (Asociația Europeană a Medicinei Nucleare), scintigrafia osoasă SPECT are o importanță clinică deosebită în depistarea metastazelor cauzate de cancerele de sân și prostată.
Se bazează pe radiofarmaceutice preparate cu bifosfonați (Tc-99m-HDP și Tc-99m-MDP), care prezintă aviditate crescută pentru matricea osoasă. Asimilarea intensă a  radiofarmaceuticului la acest nivel este înalt sugestivă pentru un proces patologic.
Scintigrafiile osoase surprind procesul de remodelare osoasă ca răspuns la invadarea metastatică și are o sensibilitate mai mare decât radiografia: identifică fracturi de dimensiuni mici cauzate de metastaze, și poate detecta metastaze care afectează chiar și numai 5% din os (poate identifica metastaze cu 2-18 luni mai devreme față de radiografiile planare).
Sensibilitatea scintigrafiei osoase este mai mare pentru metastaze sclerotice (osteoblastice), precum cele din cancerul de prostată.
În cazul scintigrafiilor osoase planare, specificitatea poate fi redusă în anumite cazuri, deoarece un turn-over osos crescut poate fi prezent în multiple patologii, iar diagnosticul diferențial al metastazelor de alte leziuni osoase poate fi dificil (e.g.: procese inflamatorii, traume , stres mecanic, boală Paget, displazie fibroasă, sau tumoră primară benignă sau malignă a oaselor). Acest impediment poate fi înlăturat prin corelarea cu alte informații clinice ( analize de laborator, investigații imagistice), biologice sau anatomice sau prin utilizarea tehnologiei SPECT (scintigrafie osoasă tridimensională SPECT).
Radiofarmaceuticele pe bază de bifosfonați (HDP și MDP) se absorb în matricea osoasă (cristale de hidroxiapatită) atunci când există activitate osteoblastică intensă. Cei doi factori care controlează asimilarea fosfaților în oase sunt debitul sangvin local și capacitatea de extracție care depinde de permeabilitatea capilară, balanță acido-bazică, nivelurile de hormoni paratiroidieni etc. Per total, aproximativ 50% din radioactivitatea injectată se acumulează la nivelul scheletului osos. Maximul de asimilare este atins la 1 oră de la administrare și se menține constant timp de 72 ore.
Sensibilitatea scintigrafiilor este determinată de nivelul de activitate osteoblastică. Asta înseamnă că în cazul metastazelor de tip osteoblastic, scintigrafia osoasă va reda imagini ale “spot”-urilor cu radioactivitate intensă. În cazul metastazelor de tip osteolitic , țesutul osos sănătos care înconjoară leziunea, va reacționa, în mod normal, prin  activitate osteoblastică compensatorie, care de asemenea, va determina un grad de asimilare intens al radiotrasorului la acest nivel.
Doar în cazul metastazelor de tip osteolitic, cu dezvoltare lentă , poate fi absentă o reacție osteoblastică , care să împiedice detecția leziunilor pe scintigrafia osoasă. De regulă, această caracteristică, se observă în cazul mielomului multiplu (tumoră primară malignă a oaselor) sau a pacienților cu leziuni osteolitice de dimensiuni mari care apar ca zone “reci” pe reprezentarea scintigrafică , reprezentând o absență focală a radioactivității.
Introducerea tehnologiilor moderne de imagistică nucleară (SPECT), a făcut posibilă creșterea sensibilității, specificității și a acurateții scintigrafiei osoase: 92%, 91%, 90%; această metodă permite evaluarea leziunilor coloanei vertebrale (lombosacrale), a bazinului (șoldurilor), pelvisului, care în mod normal, sunt mai greu de vizualizat prin intermediul scintigrafiei planare.